# Semicytherura angulata
Semicytherura angulata är en kräftdjursart som först beskrevs av Brady 1868.  Semicytherura angulata ingår i släktet Semicytherura, och familjen Cytheruridae. Arten är reproducerande i Sverige.